# Libano ai XXIV Giochi olimpici invernali
Il Libano ha partecipato ai XXIV Giochi olimpici invernali, che si sono svolti dal 4 al 20 febbraio 2022 a Pechino in Cina, con una delegazione composta da 3 atleti.
Portabandiera della squadra nel corso della cerimonia di apertura sono stati gli sciatori alpini Cesar Arnouk e Manon Ouaiss.

## Delegazione
| Sport        | Uomini | Donne | Totale |
| ------------ | ------ | ----- | ------ |
| Sci alpino   | 1      | 1     | 2      |
| Sci di fondo | 1      | 0     | 1      |
| Totale       | 2      | 1     | 3      |

## Risultati

### Sci alpino
| Atleta       | Evento                    | Tempo     | Tempo     | Tempo   | Posizione |
| Atleta       | Evento                    | 1ª manche | 2ª manche | Totale  | Posizione |
| ------------ | ------------------------- | --------- | --------- | ------- | --------- |
| Cesar Arnouk | Slalom speciale maschile  | 1'07"05   | 58"37     | 2'05"42 | 38º       |
| Cesar Arnouk | Slalom gigante maschile   | DNF       | DNF       | DNF     | DNF       |
| Manon Ouaiss | Slalom speciale femminile | 1'02"69   | 1'02"96   | 2'05"65 | 46ª       |
| Manon Ouaiss | Slalom gigante femminile  | 1'08"88   | DNF       | DNF     | DNF       |

### Sci di fondo
| Atleta    | Evento                          | Qualificazioni | Qualificazioni | Quarti di finale | Quarti di finale | Semifinali      | Semifinali      | Finale          | Finale          |
| Atleta    | Evento                          | Tempo          | Pos.           | Tempo            | Pos.             | Tempo           | Pos.            | Tempo           | Pos.            |
| --------- | ------------------------------- | -------------- | -------------- | ---------------- | ---------------- | --------------- | --------------- | --------------- | --------------- |
| Elie Tawk | Sprint maschile                 | 3'47"73        | 87º            | Non qualificato  | Non qualificato  | Non qualificato | Non qualificato | Non qualificato | Non qualificato |
| Elie Tawk | Evento                          | Tempo          | Tempo          | Tempo            | Distacco         | Distacco        | Distacco        | Posizione       | Posizione       |
| Elie Tawk | 15 km tecnica classica maschile | 51'46"5        | 51'46"5        | 51'46"5          | +13'51"7         | +13'51"7        | +13'51"7        | 92º             | 92º             |